# Krasnowischersk
Krasnowischersk (russisch Красновишерск) ist eine Stadt in der Region Perm (Russland) mit 16.099 Einwohnern (Stand 14. Oktober 2010).

## Geografie

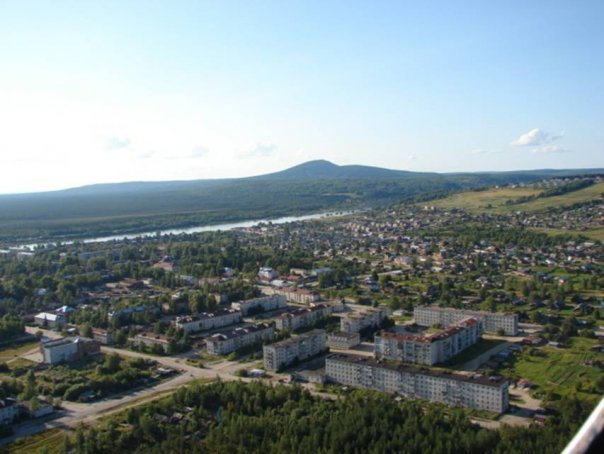
Blick vom Hubschrauber auf die Stadt

Die Stadt liegt an der Westflanke des Nördlichen Urals etwa 315 km nördlich der Regionshauptstadt Perm am linken Ufer der Wischera, einem linken Nebenfluss der Kama.
Krasnowischersk ist Verwaltungszentrum des gleichnamigen Rajons.
Die nächstgelegene Eisenbahnstation befindet sich etwa 100 Kilometer südlich in Solikamsk. Die Stadt besitzt einen Flusshafen: bis hier ist die Wischera schiffbar.

## Geschichte
An Stelle der heutigen Stadt wurde 1894–1897 beim Dorf Wischaicha durch die russisch-französische Wolga-Wischera AG ein Eisenwerk errichtet.
1929 wurde mit dem Bau eines Zellulosewerkes begonnen. Bereits seit 1926 bestand in Krasnowischersk ein Lager für politische Gefangene, zunächst als Außenstelle des Solowezki-Lagers, dann als Zentralstelle des Wischeralag im Gulag-System. Hier war u. a. der Schriftsteller Warlam Schalamow inhaftiert.
Im Februar 1942 erhielt der Ort unter dem heutigen Namen Stadtrecht, wobei Krasno- (russisch für rot-) originär ideologische Bedeutung hat (im Gegensatz z. B. zu Krasnokamsk).

### Bevölkerungsentwicklung
| Jahr | Einwohner |
| ---- | --------- |
| 1939 | 15.027    |
| 1959 | 15.207    |
| 1970 | 14.944    |
| 1979 | 15.917    |
| 1989 | 18.652    |
| 2002 | 18.260    |
| 2010 | 16.099    |

Anmerkung: Volkszählungsdaten

## Kultur und Sehenswürdigkeiten
In Krasnowischersk gibt es ein Historisches Museum, in der Umgebung Naturdenkmäler, wie Felsen im Tal der Wischera, darunter einige mit Felszeichnungen.

## Wirtschaft
Stadtbildendes Unternehmen ist das Zellulose- und Papierkombinat der Wischerabumprom AG. Daneben gibt es Lebensmittelindustrie und Holzwirtschaft, im Rajon Förderung von Diamanten und anderen Schmucksteinen durch Uralalmas.